# Koṯar-Ḫasis
Koṯar-Ḫasis (andere Schreibweisen Kothar-Chasis, Kotar-Chasis, Kotar, Kothar, Kothar-wa-Chasis, Kotar-wa-Chasis) ist in der ugaritischen Mythologie (im heutigen Nordsyrien) ein Zwischenwesen, weder Gott noch Mensch. Er ist Demiurg, Erfinder,  Kulturbringer und Entdecker, unter anderem Schmied, Instrumentenbauer, Musiker und Seefahrer. Er fertigte unter anderem die Rüstung Ba'als für dessen Kampf gegen Yam an. Kothar erfand das Brennen von Ziegeln, konnte Silber schmelzen und war ebenso mit Gold und Kupfer vertraut. Er fertigte Stemmeisen und Kupferkessel. Er machte  Schmuck, in dem er Lapislazuli mit kostbaren Metallen verband. Er goss auch Glocken. 
Koṯar-Ḫasis war auch Seefahrer und segelte auf das offene Meer hinaus, wo er gegen Drachen und Dämonen bestehen musste. Er entdeckte ferne Länder und segelte nach Zypern oder Ägypten.